# Castela jacquiniifolia
Castela jacquiniifolia är en bittervedsväxtart som först beskrevs av John Kunkel Small, och fick sitt nu gällande namn av Erik Leonard Ekman och Ignatz Urban. Castela jacquiniifolia ingår i släktet Castela och familjen bittervedsväxter. Inga underarter finns listade i Catalogue of Life.